# Mefisto (1917)
Mefisto é um filme espanhol de 1917, com duração de 460 minutos, cuja veiculação foi em forma de seriado de 12 episódios, no gênero suspense, dirigido por José Maria Codina, estrelado por Josep Balaguer e Laura Bove. O seriado foi produzido por Studio Films, de Barcelona, e veiculou nos cinemas  espanhóis a partir de outubro de 1918.
O filme é apresentado em seriado em decorrência de sua longa duração, sendo um dos 20 filmes mais longos já produzidos, com 7 horas e 40 minutos. Francesca Beauman, em How to Crack an Egg with One Hand: A pocketbook for the new mother, refere que o filme fica em 17º lugar entre os 20 mais longos filmes. Na lista dos filmes mais longos já produzidos apresentada em tutorgigpedia.com, que considera também os filmes experimentais, Mefisto figura em 32º lugar entre os mais longos.

## Elenco
- Josep Balaguer
- Laura Bove
- Julián de la Cantera
- Silvia Mariátegui
- Lola París
- Carmen Rodríguez
- Bianca Valoris
- María Álvarez de Burgos